# 강화 참성단 중수비
강화 참성단 중수비(江華 塹城壇 重修碑)는 인천광역시 강화군 화도면 흥왕리, 마니산 참성단 옆 바위에 새겨진 조선시대의 비문이다. 1995년 3월 1일 인천광역시의 문화재자료 제13호로 지정되었다.

## 개요
참성단(사적 제136호)을 새로이 보수한 후 그 내용을 기록해 놓은 것으로, 가파른 바위 윗면을 손질하여 그 위에 비문을 새겼다. 마니산 꼭대기에 자리잡은 참성단은 하늘에 제사를 지내는 곳으로, 조선 숙종 때 강화유수를 지내던 최석항이 관내를 순찰하며 마니산에 올랐다가 이곳이 무너져 있는 것을 발견하고, 당시 전등사 총섭이었던 승려 신묵에게 명하여 새로이 고쳐 짓도록 하였다. 최석항은 '참성단은 단군이 돌을 쌓아 단을 만들어 하늘에 제사하던 곳'이라며 수천 년이 지나도록 후손들이 우러러보며 공경할 곳이니 고쳐서 완전하게 하는 일을 어찌 하지 않을 수 있겠는가?라고 적었다. 비는 조선 숙종 43년(1717) 5월에 마련해 놓은 것으로, 비문에는 ‘참성단’이라는 이름을 붙인 사연, 참성단에 대한 선조들의 뜻 등에 관한 기록들이 함께 적혀 있다.

## 비문

### 원문
環東土數千里江都爲保障之重地環江都數百里摩尼爲望秩之名山山之最高處累石爲臺卽所謂塹城檀也世傳檀君築而壇之爲祭天之所云顧年代廈邈風摩雨齧西北兩面太半頹圮東偏階級亦多傾仄州之父老相與咨嗟歡吒者久不己佞添叨居留來守是邦是年春因巡審之役試一登覽慨然有重修之意遂命船頭浦別將金德夏傳燈寺摠攝僧愼黙主基事改築之不一旬而訖工噫興壞捕廢不發舊觀有官守者之所宜勉況檀君生並唐堯之世實爲我東生民之祖壇之說又其園丘禋祀之地而歷數千年汔爲遺民之所瞻敬則修完之擧鳥可己呼愼黙請記始末以視後人書此以識之
丁酉丹陽月行留守崔錫恒記

### 번역문
우리나라 국토 수천여리를 통틀어 강화는 나라의 방패가 되는 중요한 곳이며, 강화 수백리에서도 마니산은 나라에서 제사를 드리는 명산이다. 이 산 서쪽 제일 높은 곳에 돌을 쌓아 대를 만든 곳이 있으니 이곳이 참성단이다. 세상에 전하기를 단군이 돌을 쌓아 단을 만들어 하늘에 제사하던 곳이라 한다.
돌이켜 보건대 연대가 오래되어 비바람에 씻기어 깎여 서쪽과 북쪽 앙면이 반쯤 무너졌으며, 동편 계단 또한 많이 기울어져 이 고을 여러 어른들이 서로 더불어 개탄한 지 오래되었다. 부족한 내가 이곳의 유수로 와 이 고을을 지키게 되어, 올 봄에 고을을 두루 살피면서 시험 삼아 한번 올라가 보았는데 분연히 이곳을 중수할 뜻이 생겨 선두포 별장 김덕하(金德夏). 전등사 총섭승 신묵(愼黙)에게 그 일을 주관하게 하여 다시 쌓게 하니 열흘이 채 아니 되어 공역을 다 마쳤다.
아! 무너진 곳을 일으키고 고치어 옛 모습을 잃지 않게 하는 것은 고을을 지키는 자가 마땅히 힘써야 할 바이다. 하물며 단군은 (중국의) 요 임금과 같은 시대에 태어나시어, 실로 우리 동국 백성의 조상이 되시는데, (손수) 단을 쌓아 하늘에 청결한 제사를 드리던 곳 임이라! 수천 년이 지나도록 후손들이 우러러보며 공경할 곳이니 고쳐서 완전하게 하는 일을 어찌하지 않을 수 있겠는가?
신묵(愼黙)이 일의 시말을 기록하여 후인들에게 이를 알리기를 청함으로 이를 써서 기록하는 바이다.
정유(1717, 숙종43) 단양월(端陽月, 5월)에 (강화)유수 최석항(崔錫恒)이 기록하다.

## 같이 보기
- 강화 참성단 - 사적 제136호
- 강화 참성단 소사나무 - 천연기념물 제502호

## 참고 문헌
- 참성단중수비 - 국가유산청 국가유산포털